# Cosmianthemum latifolium
Cosmianthemum latifolium är en akantusväxtart som beskrevs av Cornelis Eliza Bertus Bremekamp. Cosmianthemum latifolium ingår i släktet Cosmianthemum och familjen akantusväxter. Inga underarter finns listade i Catalogue of Life.